# Карлос Монтенегро
Карльос Монтенеґро (ісп. Carlos Montenegro; 27 лютого 1900, Галісія, Іспанія — 5 квітня 1981, Маямі) — кубинський письменник.

## Біографія
Народився в Іспанії, у 1907 році разом з сім'єю приїхав на Кубу. З 14 років самостійно заробляв на життя. У 1919 році за звинуваченням у вбивстві був засуджений до 14 років тюремного ув'язнення. Після публікації його новели Росток (1929), яка завоювала премію, а також петицій іспанських і латиноамериканських інтелектуалів на його захист був достроково звільнений (1931). Брав участь в громадянській війні в Іспанії на боці республіканців. У 1959 році емігрував, жив у Коста-Риці, потім в США (Маямі).

## Творчість
Досвід тюремного ув'язнення ліг в основу роману Чоловіки без жінки (1937), перейнятого гомосексуальними мотивами. За правління Фіделя Кастро фігура і творчість Монтенеґро довгий час перебували під забороною, його книги видавалися в Мексиці та Іспанії, роман «Чоловіки без жінки» багаторазово передруковувався, був переведений на французьку та англійську мови.
До роману Монтенеґро привернув увагу Гільєрмо Кабрера Інфанте.

## Видання
- Hombres sin mujer y otras narraciones. La Habana: Ed. Letras Cubanas, 2001.